# Jasminocereus thouarsii
Jasminocereus thouarsii (F. A. C. Weber) Backeb. – gatunek sukulenta z rodziny kaktusowatych (Cactaceae). Jest jedynym przedstawicielem monotypowego rodzaju Jasminocereus Britton & Rose. Występuje w Ekwadorze (wyspy Galapagos).

## Systematyka
Pozycja systematyczna według APweb (aktualizowany system APG III z 2009)
Należy do rodziny kaktusowatych (Cactaceae) Juss., która jest jednym z kladów w obrębie rzędu goździkowców (Caryophyllales)  i klasy roślin okrytonasiennych. W obrębie kaktusowatych należy do plemienia Browningieae, podrodziny Cactoideae.
Pozycja w systemie Reveala (1993-1999)
Gromada okrytonasienne (Magnoliophyta Cronquist), podgromada Magnoliophytina Frohne & U. Jensen ex Reveal, klasa Rosopsida Batsch, podklasa goździkowe (Caryophyllidae Takht.), nadrząd  Caryophyllanae Takht.,  rząd goździkowce (Caryophyllales Perleb), podrząd Cactineae Bessey in C.K. Adams, rodzina kaktusowate (Cactaceae Juss.), rodzaj Jasminocereus Britton & Rose.
Odmiany:
- Jasminocereus thouarsii var. thouarsii
- Jasminocereus thouarsii var. sclerocarpus (K.Schum.) E.F. Anderson & Walk.

## Zagrożenia
Gatunek Jasminocereus thouarsii został uznany za narażony na wyginięcie i wpisany do Czerwonej księgi gatunków zagrożonych (kategoria zagrożenia VU).